# Atherigona confusa
Atherigona confusa este o specie de muște din genul Atherigona, familia Muscidae, descrisă de Malloch în anul 1928. Conform Catalogue of Life specia Atherigona confusa nu are subspecii cunoscute.